# Георги Пенков (актьор)
Вижте пояснителната страница за други личности с името Георги Пенков.
Георги Иванов Пенков (още известен като Джони Пенков) е български актьор и звукооператор.

## Биография
Роден е на 27 ноември 1933 г. в София. Син е на художника Иван Пенков и брат на математика Боян Пенков.
През 1960 година завършва радиотехника във ВМЕИ „Ленин". През 1972 година специализира електроакустика във Франция. Научен сътрудник е в Научноизследователския институт за кинематография и радио (1960). Работи в Научноизследователския и проектантски институт „Култура“ от 1961 г. Кандидат на техническите науки (1978), доцент (1979). Има научни и приложни приноси в звукотехниката: научни публикации, автор е на шест патента, конструктор е на първото висококачествено озвучително тяло, произведено в България – „Гама“.
От 1960 г. работи като звукооператор. Озвучава над 100 филма. Изявява се като актьор, но не е учил актьорско майсторство. Първите му изяви пред камера са в кратките сатирични филми от поредицата „Фокус“ (1964-1972), създадена от Радой Ралин. Често работи съвместно с режисьора Джеки Стоев и сценариста Чарли Илиев, включително и в поредицата кинохроники „Мозайка“ (1982-1996).
Член е на Съюза на българските филмови дейци.
От първия си брак с актрисата Мирослава Стоянова има син, а от втория – дъщеря.
Починал е на 5 октомври 2021 г. в София.

## Награди и отличия
- Орден „Кирил и Методий“ – II степен (1970).
- Награда на София на Столичната община за цялостен принос към киноизкуството за Георги Пенков – Джони, Христо Илиев – Чарли и Георги Стоев – Джеки, 2016[6]
- Награда за режисура от Фестивал на българското документално и анимационно кино „Златен ритон“ в Пловдив за филма „Хляб и зрелища“ (2013)[7]
- Награда на журито от Международен филмов фестивал „Сребърен акбузат“ в Уфа за „Хляб и зрелища“ (2013)[8]
- „Златен ритон“ за най-добър документален филм за „Отец Иван и неговите деца“ (2010)[9]
- „Златен витяз“ на едноименния фестивал в Русия за филма „Отец Иван и неговите деца“ (2010)[8]
- „Златен ритон“ за най-добър документален филм за „Броени дни“ (1977)[10]
- „Специална награда на журито“ от фестивала в Оберхаузен за „Броени дни“ (1977)[8]
- „Специална награда на СБФД“ за филма „Това е то животът на човека“ (Кюстендил, 1974).
- „Златен ритон“ за филма „Ятаци“ (1974)[11]
- II награда за филма „Ятаци“ (1974) в Кюстендил
- I награда за документален филм на Фестивала на българския филм (Варна) за филма „Ятаци“ (1974)[12]
- Диплом от Фестивала за документални филми в Лайпциг за филма „Ятаци“ (1974)[12]

## Филмография (частична)
| Година | Филми и Сериали                  | Серии  | Роля                                                                       |
| ------ | -------------------------------- | ------ | -------------------------------------------------------------------------- |
| 2011   | Операция „Шменти капели“         |        | психиатър                                                                  |
| 2006   | Неочакван обрат                  | 13     | домоуправителят                                                            |
| 1990   | Немирната птица любов            |        | Джони „Петела“, пазачът                                                    |
| 1989   | Аз, Графинята                    |        | сватбар                                                                    |
| 1989   | Разводи, разводи...              | 6 нов. | съдебен заседател в 2 новели (в 1 – „Разводът преди“, 2 – „Разводът сега“) |
| 1981   | Търновската царица               |        | Кольо пощата                                                               |
| 1980   | Илюзия                           |        |                                                                            |
| 1980   | Двойникът                        |        | художник                                                                   |
| 1975   | Сватбите на Йоан Асен            | 2      | глашатай                                                                   |
| 1966   | Джеси Джеймс срещу Локум Шекеров |        |                                                                            |
| 1966   | Рицар без броня                  |        | милиционерът от КАТ                                                        |

## Филми за него
- „Случаят Джони“ (2011) – филм от поредицата „Умно село“
- „Джеки, Джони и Чарли не са имена на кучета“ (2010) – реж. Никола Бошнаков
- „Ст.н.с. к.т.н. инж. Джони Пенков“ (1989) – реж. Джеки Стоев